# بورتون گیلیام
بورتون گیلیام (به انگلیسی: Burton Gilliam) (زاده ۹ اوت ۱۹۳۸) بازیگر آمریکایی است.
از فیلم‌های معروف او می‌توان به بازی در فیلم ماه عسل در وگاس اشاره کرد.